# Nannopterix
Nannopterix là một chi bướm đêm nguyên thủy, nhỏ, màu kim loại thuộc họ Micropterigidae.

## Các loài
- Nannopterix choreutes Gibbs, 2010